# Pocioveliște, Bihor
Pocioveliște este un sat în comuna Curățele din județul Bihor, Crișana, România.

## Personalități
- Ioan Ignatie Papp (1848 - 1925), deputat în Marea Adunare Națională de la Alba Iulia 1918

 Acest articol despre o localitate din județul Bihor este deocamdată un ciot. Puteți ajuta Wikipedia prin completarea lui.